# Taylor Rain
Nicole Marie Sabene (Long Beach, California; 16 de agosto de 1981), más conocida como Taylor Rain, es una actriz pornográfica, directora de cine para adultos y modelo erótica estadounidense retirada. Estudiaba en el Cypress College para convertirse en auxiliar de vuelo, pero a raíz de los atentados del 11 de septiembre de 2001, decidió labrarse una carrera en la industria pornográfica.

## Carrera profesional

### Películas pornográficas
Ha aparecido en más de 300 películas. En la primera Pop goes the cherry actuó bajo el nombre de Nikki Star. A semejanza de otras jóvenes actrices porno, como Gauge, Aurora Snow, Jenna Haze y Allie Sin, se distingue por sus habilidades en el sexo anal. Contrajo matrimonio con Scott Fayner el 10 de enero del 2004, y fue anulado poco después.
Taylor ha realizado muy pocas escenas lésbicas, con la excepción de un trío lésbico en Penetration Nation, cuyas pocas escenas han sido para VCA Pictures, e involucran muchas chicas simultáneamente. Tampoco ha actuado nunca con un actor de color, ya que dice que simplemente no realiza escenas interraciales, aunque sí aparece en una escena con un asiático, y ha admitido haber tenido sexo con Lloyd Banks, del grupo G-Unit. Esta elección parece ser debida a la influencia de su padre, al que le disgustan este tipo de relaciones. Su debut como directora fue con la película Ass up face down, de 1st Strike Films, en el año 2005, en la que también participa. En el mismo año, subastó un día con ella por 3900 dólares americanos.
En marzo del 2005, ganó la Porn Star Beauty Pageant en un concurso organizado por una radio, presentado por Howard Stern, pasando por delante de otras actrices como Kami Andrews, Railee, Renee Pornero y Aurora Snow.
Fuera de la pantalla, Taylor contribuye de forma frecuente al sitio web www.lukeford.com, de cotilleos sobre la industria del porno.

### Dirección de películas pornográficas
Taylor ha dirigido hasta la fecha dos películas: Ass up face down, con la productora 1st Strike y Ski Bitch, de la productora Defiance, ambas en el año 2005.

### Retiro del porno
En diciembre del 2005, Taylor anunció su retirada del cine porno y que centraría su carrera en la dirección de películas y en su página web de pago, donde cuelga fotos, videos y habla con sus fanes. También manifestó su intención de formar una familia, y que este retiro le permitiría realizarlo.
En el año 2006, Taylor Rain ha participado en tres películas, por lo que no se ha apartado totalmente de este mundo.